# Питра Петрофф, Сантана Андре
Сантана Андре Питра Петрофф (порт. Santana André Pitra Petroff; 22 ноября 1939, Кабинда) — ангольский политик, видный деятель МПЛА, генеральный комендант полиции в конце 1970-х и начале 1990-х, губернатор Уамбо в начале 1980-х, министр внутренних дел в 1992—1997. Участник войны за независимость, гражданской войны и подавления внутрипартийной оппозиции. Был сподвижником президента Нето и президента душ Сантуша, с 2017 активно поддерживает президента Лоренсу. Известен как основатель Национальной полиции Анголы.

## Активист МПЛА
Ранние годы Сантаны Петроффа в открытых источниках не отражены. Во время войны за независимость он вступил в марксистское движение МПЛА. Такой политический выбор не был типичен для выходца из Кабинды, населённой в основном баконго. Политически активные кабиндцы чаще поддерживали сепаратистское движение ФЛЕК.
Участвовал в организации партизанского движения МПЛА — ЭПЛА на территории Кабинды. Состоял в дипломатическом аппарате МПЛА. Принял партийный псевдоним Петрофф, ставший частью личного имени. Ориентировался на Агостиньо Нето, Энрике Каррейру, Лусио Лару. Некоторые исследователи причисляют Петроффа к группе энергичных лидеров и активистов, совмещавших приверженность национально-освободительной борьбе с противоправными махинациями и злоупотреблениями властью
На момент Португальской революции 1974 и начала деколонизации Сантана Петрофф возглавлял представительство МПЛА в Танзании. Вернулся в Анголу 1 мая 1975.

## Основатель полиции
После Алворского соглашения о переходе Анголы к независимости Агостиньо Нето поручил Сантане Петроффу возглавить полицейские формирования. Вначале Сантана Петрофф представлял МПЛА в объединённом командовании Полицейского корпуса Анголы (CPA). Летом боевики МПЛА выбили из Луанды формирования других антиколониальных движений, 11 ноября 1975 под властью МПЛА была провозглашена независимость. Сантана Петрофф фактически возглавил CPA, хотя формально первую позицию занимал Арминдо Фернандо ду Эспирито Санта Виейра (назначенный по той причине, что Петрофф задержался с приездом в Луанду).
28 февраля 1976 CPA был преобразован в Корпус народной полиции Анголы (CPPA). Переименование отразило откровенное подчинение полиции МПЛА. Начальником генерального командования полиции (CGPP) президент НРА Нето назначил Сантану Петроффа. Под его руководством CPPA был военизирован и подчинён командованию вооружённых сил МПЛА — ФАПЛА. Сантана Петрофф был заместителем военного министра Энрике Каррейры.
В кадровой политике Петрофф отдавал предпочтение активистам МПЛА и бойцам ФАПЛА — при оперативных навыках и идеологической подготовке. Заметно было участие кабовердианцев и сантомейцев, принявших гражданство НРА. В то же время Петрофф допускал на полицейскую службу бывших членов УНИТА и ФНЛА, поощрял зачисление квалифицированных сотрудников бывшей колониальной полиции PSPA, в том числе португальцев. Был сформирован отдельный женский полицейский отряд, привлечение на службу женщин Петрофф считал своим существенным важным достижением. Также по его инициативе при полиции учреждён Футбольный клуб «Интер».
Новая полиция Анголы активно участвовала в гражданской войне коммунистического правительства МПЛА с антикоммунистическими повстанцами УНИТА, обеспечивала силовой контроль в тылу ФАПЛА. Полицейский корпус превратился в могущественную силовую корпорацию. При этом генеральный комендант Петрофф много внимания уделял современному оснащению и бытовому комфорту подчинённых. Радикальные коммунисты, сторонники Ниту Алвиша обвиняли его в коррупции (например, махинациях при заграничных закупках автомобилей Peugeot 504).
27 мая 1977 полиция Луанды участвовала в подавлении Мятежа «фракционеров». Под нажимом заместителя директора DISA Энрике Онамбве Петрофф отдал приказ применять оружие против демонстраций Nitistas. Некоторое время он находился в руках мятежников, но, в отличие от других заложников, был отпущен — нанёс себе лёгкое огнестрельное ранение, после чего Луиш душ Пасуш отправил его в госпиталь. (При этом другие заложники, в том числе министр финансов Сайди Мингаш, погибли в ходе мятежа.)
Военно-политические функции были основными для ангольской полиции раннего периода. С другой стороны, полиция под руководством Сантаны Петроффа довольно быстро обрела профессиональную эффективность. Удалось создать эффективную аппаратную вертикаль, сеть полицейских управлений, подразделений, постов и патрулей на всей территории, контролируемой МПЛА. Показатели преступности в целом оставались высоки, но полицейская организованность и жёсткость позволили сбить волну грабежей и изнасилований в ангольских городах.

## Губернатор Уамбо
В июне 1978 был учреждён Государственный секретариат по внутреннему порядку (SEOI) во главе с Алешандре Киту. Полицейская служба переведена из военного ведомства в SEOI. 22 июня 1979 секретариат преобразован в Министерство внутренних дел (MININT) во главе с Кунди Пайхамой. Полиция стала функциональным подразделением MININT.
Был сменён и генеральный комендант: место Сантаны Петроффа занял Жуан Арналдо Сарайва ди Карвалью. Петрофф перешёл на пост губернатора провинции Уамбо (этот регион отличался значительным влиянием и большой активностью повстанцев УНИТА). Особое внимание в этой должности он уделял провинциальному командованию полиции, во главе которого стоял тогда известный военачальник генерал Жорже Мануэл Сантуш Сукиса.
Сантана Петрофф оставил губернаторский пост в 1982. Окончил юридический факультет Университета Агостиньо Нето. Около десятилетия занимался формированием сельских кооперативов и Бригад народной бдительности (BPV) — военизированных партийных формирований МПЛА.

## Министр внутренних дел
В начале 1990-х в Анголе произошли масштабные перемены. Правящая МПЛА отказалась от марксистско-ленинской идеологии, объявила переход к многопартийной демократии и рыночной экономике. Были назначены альтернативные выборы с участием оппозиции. Распущено Министерство госбезопасности, в силовых структурах и спецслужбах наступил «период турбулентности».
Президент Жозе Эдуарду душ Сантуш назначил опытного силовика Сантану Петроффа генеральным комендантом полиции. Петрофф получил непосредственный доступ к главе государства. Это вызвало недовольство министра внутренних дел Франсишку Пайвы Нвунды. Он подал в отставку с руководства MININT, на его место назначен Петрофф.
Первые многопартийные выборы 1992 обернулись Хэллоуинской резнёй. Таким путём МПЛА и душ Сантуш сохранили всю полноту власти. В кровопролитии активно участвовали полиция и особенно аффилированные с полицией BPV.
Под руководством Сантаны Петроффа полицейская служба была существенно реорганизована. В духе деидеологизации и реформ CPPA переименован в Национальную полицию Анголы (PNA). Создан полицейский спецназ — Полиция быстрого реагирования (PIR) и ещё несколько новых подразделений — Пограничная полиция (PFF), Полиция защиты стратегических объектов (PPOE), отделы дипломатической защиты (UPD) и защиты личности (UPIP). С 1994 в структуре MININT учреждена служба госбезопасности SINFO. действовала PIR, PPOE, SINFO были ориентированы на участие в гражданской войне, эскалация которой пришлась на 1993. Учреждение UPIP отразило переговоры с УНИТА и временное перемирие Лусакского протокола.
Отдельным направлением MININT и его главы являлся конфликт в Кабинде. Сантана Петрофф вёл переговоры с представителями ФЛЕК, комментаторы отмечали при этом его кабиндское происхождение. Однако политического решения найти не удавалось. Военное обострение между правительственными силами и сепаратистами пришлось на 1997.

## Советник и бизнесмен
После отставки с министерского поста Сантана Петрофф был назначен советником президента душ Сантуша. В 2002, после окончания гражданской войны, он был назначен председателем межведомственной комиссии по разминированию и гуманитарной помощи. Оставался на этом посту на протяжении пятнадцати лет. Состоял в ЦК МПЛА.
Сантана Петрофф занимался в Кабинде бизнесом в сфере частной охраны и промышленной безопасности. Ему приписывается участие в компаниях Teleservice и ANGOSEGU, вместе с такими крупными деятелями спецслужб, как генерал Фернандо Миала (внешняя разведка, органы госбезопасности) и генерал Зе Мария (военная разведка).
Широкую известность приобрёл эпизод 2020, когда Сантана Петрофф отказался выплачивать кредит в 200 тысяч долларов, полученный от Ангольского банка инвестиций (BAI). По описаниям в СМИ, кредит был предоставлен без надлежащего оформления, под гарантию имени. Однако при требовании возврата Петрофф затребовал документ о своей задолженности. Такового не оказалось, и банк был вынужден снять претензии.

## В политических переменах
В 2017 президентом Анголы стал Жуан Лоренсу. Вопреки первоначальным ожиданиям, новый глава государства пошёл на конфликт с прежним правящим кланом душ Сантуша. Сантана Петрофф взял сторону нового президента с его антикоррупционными разоблачениями и кратковременной «ангольской „Оттепелью“».
Он резко критиковал идеолога консервативных «эдуардисташ» Дину Матроса за «катастрофические» итоги выборов в Кабинде и «императорское» правление провинцией. В марте 2018 Сантана Петрофф выступил за уход душ Сантуша с партийного руководства — дабы не допускать двоевластия в МПЛА. Выступление «одного из самых уважаемых военных страны» имело серьёзный резонанс. Через полгода Жуан Лоренсу соединил высшие посты партии и государства.
В ноябре 2017 Сантана Петрофф был переутверждён советником президента и назначен администратором-консультантом по безопасности алмазодобывающей госкомпании Endiama. В декабре 2021 выведен из ЦК МПЛА — наряду с Дину Матросом и Пайва Нвундой. Все трое, а также экс-лидер душ Сантуш вошли в другой партийный орган — Почётный совет.